# Muscocyclops therasiae
Muscocyclops therasiae – gatunek widłonoga z rodziny Cyclopidae. Nazwa naukowa tego gatunku skorupiaków została opublikowana w 1987 roku przez amerykańską biolog Janet W. Reid z Smithsonian Institution, National Museum of Natural History w Waszyngtonie.
Jest to gatunek endemiczny występujący w Brazylii, jego naturalnym siedliskiem są tamtejsze bagna.